# Thulium(II)-chlorid
Thulium(II)-chlorid ist eine anorganische chemische Verbindung des Thuliums aus der Gruppe der Chloride.

## Gewinnung und Darstellung
Thulium(II)-chlorid kann durch Reduktion von Thulium(III)-chlorid mit Thulium im Vakuum bei 800 bis 900 °C gewonnen werden.
{\displaystyle \mathrm {Tm+2\ TmCl_{3}\longrightarrow 3\ TmCl_{2}} }
Auch die Darstellung durch Reaktion von Thulium mit Quecksilber(II)-chlorid ist möglich.
{\displaystyle \mathrm {Tm+HgCl_{2}\longrightarrow TmCl_{2}+Hg} }

## Eigenschaften
Thulium(II)-chlorid ist ein dunkelroter Feststoff, der als Pulver dunkelgrün aussieht. Die Verbindung ist äußerst hygroskopisch und kann nur unter sorgfältig getrocknetem Schutzgas oder im Hochvakuum aufbewahrt und gehandhabt werden. An Luft oder bei Kontakt mit Wasser geht er unter Feuchtigkeitsaufnahme in Hydrate über, die aber instabil sind und sich mehr oder weniger rasch unter Wasserstoff-Entwicklung in Oxidchloride verwandeln. Die Verbindung besitzt eine Kristallstruktur vom Strontiumiodid-Typ.